# De unge gamle
De unge gamle er en dansk dokumentarfilm fra 1984 med instruktion og manuskript af Jørgen Roos.

## Handling
En personlig film om det at blive ældre. Instruktøren Jørgen Roos fik opgaven, da han blev 60. Filmen præsenterer unge, gamle mennesker med højst personlige tanker, meninger og oplevelser. Mange af dem er kunstnere af profession eller i livet. Alle har de et afklaret forhold til egen alder, ofte opnået gennem kriser, som de er kommet godt ud af.